# Premi Lumière 2001
La cerimonia di premiazione della 6ª edizione dei Premi Lumière si è svolta il 24 gennaio 2001 ed è stata presentata da Frédéric Lopez.

## Vincitori
- Miglior film: Il gusto degli altri (Le goût des autres), regia di Agnès Jaoui
- Miglior regista: Agnès Jaoui - Il gusto degli altri (Le goût des autres)
- Miglior attrice: Isabelle Huppert - Grazie per la cioccolata (Merci pour le chocolat)
- Miglior attore: Daniel Auteuil - Sade
- Migliore sceneggiatura: Agnès Jaoui e Jean-Pierre Bacri - Il gusto degli altri (Le goût des autres)
- Migliore promessa femminile: Isild Le Besco - Sade
- Migliore promessa maschile: Jalil Lespert - Risorse umane (Ressources humaines)
- Miglior film straniero: American Beauty, regia di Sam Mendes